# Luca Tiraboschi
Luca Tiraboschi (Bergamo, 22 luglio 1963) è un dirigente d'azienda e scrittore italiano.

## Biografia
Si è laureato in architettura presso il Politecnico di Milano, con una tesi originale: Dario Argento: l'estetica dell'assassinio. Il ruolo dello spazio nel disegno cinematografico della paura.
Tiraboschi, dopo una lunga gavetta presso emittenti locali, inizia la sua carriera nel mondo della televisione a Mediaset nel 1991 occupandosi di produzioni televisive. Successivamente passa a Canale 5 con l'incarico di delegato di rete. In seguito assume l'incarico di produttore esecutivo, poi di curatore e quindi di capostruttura, firmando numerosi programmi di successo delle reti Mediaset tra i quali Tira & Molla, Gommapiuma, Buona Domenica, Festivalbar, Beato tra le donne, Ciao Darwin, Premiata Teleditta, lavorando fianco a fianco con conduttori ed autori quali Paolo Bonolis, Fiorello, Gerry Scotti, Lorella Cuccarini, Maurizio Costanzo e Paola Perego. Nel 2001 viene nominato vicedirettore di Canale 5. L'anno dopo verrà promosso all'incarico di direttore di Italia 1, incarico che ha ricoperto fino al 2014, diventando il direttore più longevo della televisione italiana. Assumerà poi dal 2006 al 2007 anche il ruolo di direttore ad interim di Rete 4, e dal 2011 al 2014 quello di direttore di Italia 2. Egli è stato anche presidente di Boing e ha ricoperto il ruolo di direttore editoriale infotainment per i programmi Videonews finché non ha lasciato Mediaset nel 2019.
Originario di Bergamo, ha vissuto per diversi anni in Svizzera dove ha svolto attività autoriale e consulenziale per le televisioni locali sia pubbliche che private.
Tiraboschi è anche un fumettista (ha creato i personaggi di Goccia Nera e Albert, pubblicati dalla Star Comics) e un romanziere (tra i suoi lavori L'ospedale delle bambole, Il sogno del pazzo e Faccia di cuore). Uno dei suoi precedenti lavori in ambito fumettistico è la miniserie in sei numeri Winter, presentata a Lucca Comics 2014. L'ultima sua opera è invece "Goccianera: Omnibus", fumetto interamente realizzato in Ticino..
Tentato più volte dalla Politica, è stato considerato come candidato sindaco di Bergamo per tre volte consecutive.
Firma una rubrica giornalistica fissa sul magazine di fitness Sport&Salute.
Ha due figli: Giacomo e Margherita.

## Opere

### Fumetti
- Luca Tiraboschi (testi), Andrea Da Rold (disegni); La cerimonia, in Goccia Nera n. 1, Star Comics.
- Luca Tiraboschi (testi), Valentino Forlini (disegni); Ali spezzate, in Goccia Nera n. 2, Star Comics.
- Luca Tiraboschi (testi e disegni); Fumetti STAR COMICS, Collana ALBERT, in Albert, Star Comics.
- Luca Tiraboschi (testi), Massimo Noè (disegni); L'uomo impossibile, in Winter n. 1, UFO, 2014, ISBN 978-88-940338-0-9.
- Luca Tiraboschi (testi), Massimo Noè (disegni); Billy al bivio, in Winter n. 3, UFO, 2015, ISBN 978-88-940338-2-3.
- Luca Tiraboschi (testi), Massimo Noè (disegni); Caccia al numero uno, in Winter n. 6, UFO, 2015, ISBN 978-88-940338-5-4.

### Romanzi
- Luca Tiraboschi, Faccia di cuore. Una spaventosa storia d'amore, illustrazioni di Massimo Noè, Armando Curcio Editore, 2006, ISBN 978-88-95049-00-7. URL consultato il 2 aprile 2017.
- Luca Tiraboschi, Il sogno del pazzo, Guida Editori, 2001, ISBN 978-88-7188-553-7. URL consultato il 3 aprile 2017.
- Luca Tiraboschi, L'ospedale delle bambole, Alfredo Guida Editore,1998.